# Fernando Álvarez de Sotomayor
Fernando Álvarez de Sotomayor y Zaragoza (Ferrol, 25 de septiembre de 1875-Madrid, 17 de marzo de 1960) fue un pintor español.

## Biografía
Nacido en una familia burguesa de origen madrileño y almeriense en Ferrol —el hermano mayor de su padre fue el general e inventor Fernando Álvarez de Sotomayor y Flores (1844-1912)—, estudió el bachillerato en el Real Colegio Agustino de San Lorenzo de El Escorial. Intentó seguir varias carreras, dedicándose finalmente por completo a la pintura. Una de sus principales mentores fue Manuel Domínguez, coincidiendo en sus estudio junto a otros jóvenes pintores como Marceliano Santa María y Eduardo Chicharro.
Artista importante en los círculos de arte académico español de la primera mitad del siglo XX, llegó a ser director del Museo del Prado y miembro de la Real Academia de Bellas Artes de San Fernando de Madrid.

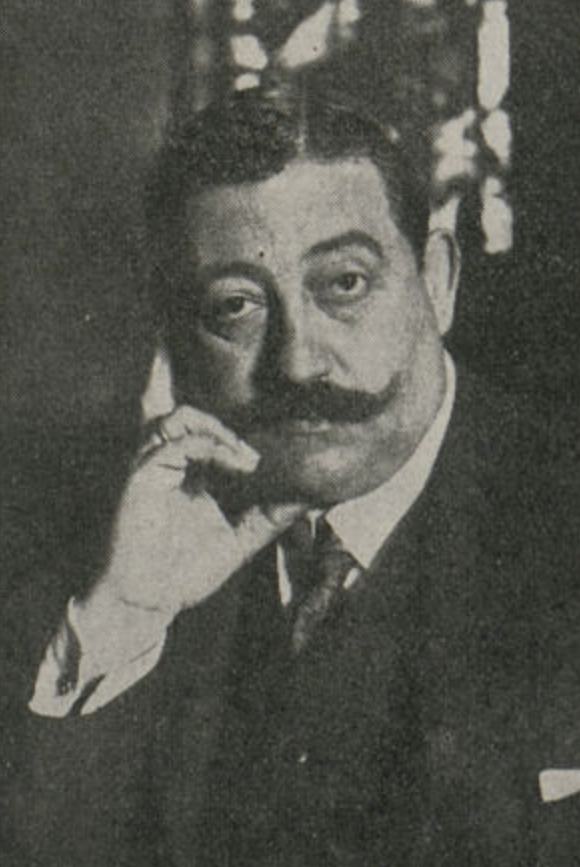
Retratado en la década de 1920

Como profesor, la influencia de Álvarez de Sotomayor fue fundamental en Chile, adonde llegó en 1908 contratado como profesor de Colorido y Composición para la Escuela de Bellas Artes de Santiago, institución de la que se convirtió en director. 
El Museo Nacional de Bellas Artes de Chile, en su página dedicada al pintor, dice: "Su gestión marcó un hito en el desarrollo artístico y cultural del país. Sotomayor, como se denominaba a sí mismo el maestro, obtuvo una buena acogida en la Escuela chilena. A su estilo de enseñanza clásica y realista depurada, agregó la tendencia hispánica que desplazó al persistente influjo romántico francés que hasta ese momento imperaba en las artes nacionales. Dio énfasis a la composición y rescató el valor de los temas costumbristas tanto de su tierra natal como de Chile, característica que logró difundir ampliamente entre sus discípulos. Fue responsable de la formación de un numeroso grupo de artistas, catalogado históricamente bajo títulos diferentes de acuerdo a los acontecimientos de principios del siglo XX": Generación del Centenario, Generación del 13 (por la exposición de 1913 en la que sus alumnos dieron a conocer sus obras), "la Generación Sotomayor en honor al maestro y Generación Trágica, este último debido al carácter bohemio de las vidas que muchos de los integrantes del grupo llevaron, artistas de notable talento pero con escasez de medios y de relajadas costumbres". Allí dejó una marca original favoreciendo los temas populares y la impronta hispánica en la citada generación de artistas chilenos.
Encabezó el Museo del Prado en dos ocasiones: entre 1922 y 1931, y tras la guerra civil española, de 1939 hasta su muerte en 1960.
En 2016 se publicaron sus extensas e inéditas Memorias, celosamente custodiadas por sus descendientes durante más de medio siglo.

## Obras
- Una parte importante de su obra se encuentra en América; así, Argentina posee en su MNBA dos lienzos (Gitana con pandereta y Aldeana gallega); en Chile, el MNBA tiene al menos 7 óleos (Orfeo atacado por las bacantes, Retrato de Don Marcial Martínez, Cena gallega, 1915; Retrato del pintor Alfredo Helsby, 1917; Don Alejandro Silva de la Fuente, 1914; Doña Carmen Yoacham Varas de Silva, 1914; y Retrato de Doña Luisa Mendeville de Valdés, 1910), y un retrato al carboncillo (Doña Mercedes Fernández de Yrarrázabal, 1915); un cuadro tienen el Banco del Estado (Los borrachos), la Pinacoteca de la Universidad de Talca (Mujer) y el Ministerio de Relaciones Exteriores (Retrato de Marcial Martínez), sin contar las obras en manos de particulares.[2]
- También es considerable el número de óleos, acuarelas y dibujos reunidos por la Fundación Caixa Galicia.[3]

Retrato de Doña Carmen Carranza y Gómez de Aramburu, hija del Ilmo. Alcalde de Cádiz Don Ramon de Carranza y Fernández de la Reguera, en Casa Palacio Moreno de Mora, Cádiz.
- Santo Cristo de Burgos, en la capilla bautismal de los pies de la colegiata de Santa María Úbeda.[4]
- Pedro Zamorano Pérez, Rodrigo Gutiérrez Viñuales y Juan Monterroso Montero. "Memorias de Fernando Álvarez de Sotomayor. Fomento y apreciación de las artes". Santiago de Compostela, Universidad, 2016.